# オーバーランド (ゲーム会社)
株式会社オーバーランド（英: Overland Co.,Ltd.）は、東京都新宿区に拠点を置くパソコンゲームメーカー。フライトシミュレータ用のアドオンソフトを自社開発しつつ、操船やツール・ド・フランス、政治等のシミュレーションゲームを主にリリースしている。
近年では、ワールドワイドウェアというサイトを運営し、カジュアルゲームや一般ゲームのダウンロード販売も積極的に展開している。

## リリースソフト
- 大空にこだわろう！みんなの空港
- 大空にこだわろう！みんなの空港2
- 大空にこだわろう！みんなの空港3
- 大空にこだわろう！みんなの空港4
- 大空にこだわろう！みんなの空港5
- 大空にこだわろう！みんなの空港 仁川国際空港
- 大空にこだわろう！日本のエアライン
- 大空にこだわろう！世界のエアライン
- エアライナーパイロット
- カーゴパイロット
- ジャストフライトトラフィック
- ウィルコ リージョナルジェット コレクション
- ジオポリティカル シミュレータ3 マスターズ・オブ・ザ・ワールド
- メルセデス・ベンツ ワールドレーシング
- ディープ ブラック リローデッド
- ロキ
- 神雕侠侶（しんちょうきょうりょ）
- 笑傲江湖（しょうごうこうこ）
- トラックマニア オリジナル
- トラックマニア サンライズ エクストリーム
- トラックマニア ユナイテッド フォーエバー
- シップシミュレータ ゴールドエディション
- シップシミュレータ2008
- シップシミュレータ2008 ニューホライズンズ
- シップシミュレータ エクストリームズ
- プロサイクリングマネージャー ツール・ド・フランス
- プロサイクリングマネージャー 2009
- プロサイクリングマネージャー 2012
- スティールセイヴァー
- マスター オブ ザ ボード
- 数字のパズル スウジーQ
- 数字のパズル プラッQ
- スキーレーシング2005 ヘルマン・マイヤー